# Radical Rex
Radical Rex est un jeu vidéo de plates-formes à thème de dinosaures sorti en 1994 sur Mega Drive, Mega-CD et Super Nintendo,. Le jeu a été développé par Beam Software et édité par Activision.

## Synopsis
À une époque préhistorique, le sorcier maléfique Sethron, lance un sort aux dinosaures pour qu'ils deviennent violents et s'entretuent afin de laisser la place aux mammifères. Un petit Tyrannosaure, Radical Rex, doit sauver le monde de cette malédiction. Plus tard, Sethron kidnappe aussi Rexane, l'amie de Radical Rex, qui part à son secours.

## Système de jeu
Le jeu est composé de 10 niveaux non linéaires qui se déroulent dans la jungle, une forêt marécageuse, un tube digestif de dinosaure, un cimetière, et des grottes submergées. Le jeu a été noté pour ses graphismes réussis. Radical Rex est une sorte de mascotte. Il peut attaquer en crachant du feu, donnant des coups de pied et en poussant des rugissements. Rex peut plonger, rouler et se déplacer occasionnellement en planche à roulette à la façon du jeu Adventure Island. Il doit récolter des œufs pour accéder à des niveaux bonus.